# Parc naturel de Wzgórz Dylewska
Le parc naturel de Wzgórz Dylewska (en polonais : Park Krajobrazowy Wzgórz Dylewskich), est un parc naturel de Pologne, couvrant x km2. 